# Manchester Orchestra
Manchester Orchestra è il nome di gruppo musicale indie rock statunitense formatosi ad Atlanta (Georgia) nel 2004.

## Storia del gruppo
Nonostante siano originari di Atlanta, i membri del gruppo scelgono di omaggiare la città inglese di Manchester in riferimento alle loro influenze artistiche (The Smiths, The Stone Roses, The Fall, Oasis e altri gruppi). Andy Hull inizia quindi a scrivere musica e a registrare nel 2004. Il primo album, che tuttavia non viene pubblicato, è Nobody Sings Anymore. Il vero e proprio esordio discografico è rappresentato da You Brainstorm, I Brainstorm, but Brilliance Needs a Good Editor, EP pubblicato nel 2005.
L'album di debutto è I'm Like a Virgin Losing a Child, pubblicato nel luglio 2007, a cui non partecipa McDowell. Il secondo EP, prodotto da Dan Hannon, è Let My Pride Be What's Left Behind (2008).
Nel settembre 2008 annuncia il secondo disco Mean Everything to Nothing, prodotto da Joe Chicarrelli (The Shins, My Morning Jacket), pubblicato nell'aprile 2009 e anticipato dal singolo I've Got Friends. Nel 2010 viene realizzato uno split EP con Kevin Devine. Con lo stesso Devine viene poi fondato un progetto parallelo chiamato Bad Books e confluito nell'album omonimo pubblicato nell'ottobre 2010.
Il successivo lavoro a nome Manchester Orchestra è invece Simple Math, disponibile dal maggio 2011. Nel periodo estate-autunno 2011 il gruppo si esibisce dal vivo con Blink-182, My Chemical Romance e altri.
Nel febbraio 2013 Corley lascia il gruppo e viene sostituito da Andy Prince. Nel marzo seguente vengono avviate le registrazioni di Cope, quarto album in studio che sarà pubblicato nell'aprile 2014. Il singolo di lancio è Top Notch.
Nel luglio 2017 viene pubblicato il loro quinto album A Black Mile to the Surface, prodotto da Catherine Marks, John Congleton e Jonathan Wilson.
Nel marzo 2018 il gruppo pubblica una cover di No Hard Feelings dei The Avett Brothers.
Nell'aprile 2021 viene pubblicato il loro sesto album The Million Masks of God.

## Formazione
Attuale
- Andy Hull – voce, chitarra, piano
- Robert McDowell – chitarra, tastiera, cori
- Chris Freeman – tastiere, percussioni
- Andy Prince – basso
- Tim Very – batteria, percussioni, cori

Ex membri
- Jonathan Corley – basso (2003-2013)

## Discografia
Album studio
- 2006 – I'm Like a Virgin Losing a Child
- 2009 – Mean Everything to Nothing
- 2011 – Simple Math
- 2014 – Cope
- 2017 – A Black Mile to the Surface
- 2021 – The Million Masks of God
- 2023 – The Valley Of Vision

EP
- 2005 – You Brainstorm, I Brainstorm, but Brilliance Needs a Good Editor
- 2008 – Let My Pride Be What's Left Behind
- 2009 – Fourteen Years of Excellence
- 2010 – I Could Be the Only One (con Kevin Devine)